# The Chantels
The Chantels ist eine US-amerikanische Doo-Wop-Girlgroup. Sie war die erste weibliche afroamerikanische Gruppe, die landesweit Erfolg hatte.

## Geschichte
Die Gruppe wurde zu Beginn der 1950er Jahre an der Schule St. Anthony of Padua in der Bronx in New York gegründet. Mitglieder waren Arlene Smith (Leadgesang), Sonia Goring, Rene Minus, Jackie Landry Jackson und Lois Harris. Der Name wurde jedoch einer anderen Schule „entliehen“ – der St. Francis de Chantelle.
Auf Initiative von Richard Barrett, zu dieser Zeit Leadsänger der The Valentines, erhielten sie einen Plattenvertrag bei End Records und veröffentlichten im August 1957 ihre erste Single He’s Gone, die auf Platz 71 der amerikanischen Charts kam. Ihre zweite Veröffentlichung Maybe wurde im Januar 1958 veröffentlicht. Das Lied erreichte Platz 14 der Pop-Hitparade und Platz 2 der R&B-Charts, verkaufte sich millionenfach und wurde zum Klassiker. Die Gruppe veröffentlichte noch einige weitere Singles bei End Records, die jedoch nicht mehr an den Erfolg von Maybe herankamen.
1959 löste sich die Band vorerst auf, und Arlene Smith versuchte sich an einer Solokarriere. 1960 wurden die Chantels mit einer neuen Sängerin namens Annette Smith (die nicht mit Arlene verwandt war) wiederbelebt, und mit dem Lied Look in My Eyes (veröffentlicht bei Carlton Records) gelang ein Sprung auf Platz 14 der Hitparade. Auch die folgende Single Well, I Told You So, deren Text als Antwort auf den Song Hit the Road Jack von Ray Charles konzipiert worden war, erreichte die Top 40.
Es folgten bis 1970 mehrere Singles sowie mehrere Wechsel sowohl der Bandmitglieder als auch der Plattenfirma, aber das Interesse an der Band, insbesondere in den Popcharts, ließ deutlich nach. In den 1970ern trat sowohl eine von Arlene Smith formierte Band mit Namen The Chantels bei Oldieveranstaltungen auf, als auch eine Band gleichen Namens, die von den übrigen Originalmitgliedern und ihrer neuen Leadsängerin Noemi (Ami) Ortiz gebildet wurde. Jackie Landry starb 1997. The Chantels wurden 2002 in die Vocal Group Hall of Fame aufgenommen.

## Mitglieder
- Arlene Smith, (* 5. Oktober 1941, Leadgesang), Mitglied von 1957-1959, 1973–1980er Jahre
- Sonia Goring (* 1941), 1957–1970, seit 1996
- Lois Harris (* 1940), 1957–1959, seit 1996
- Jackie Landry Jackson, (* 1941, † 23. Dezember 1997 an Brustkrebs), 1957–1961, 1962–1970, 1996–1997
- Reene Minus (* 1943), 1957–1970, seit 1996
- Annette Smith, 1960 (nach anderen Quellen erst seit 1961)
- Yvonne Fair, 1961, 1965–1970
- Sandra Dawn, 1962–1963
- Ami Ortiz, seit 1996
- Carol Douglas (* 1948), frühe 1970er

## Diskografie

### Alben
- 1958: We Are the Chantels
- 1961: There’s Our Song Again
- 1962: On Tour
- 1964: Sing Their Favorites
- 1991: The Chantels
- 2012: “Maybe” Their Greatest Recordings

### Singles
| Jahr | Titel Album                              | Höchstplatzierung, Gesamtwochen, AuszeichnungChartplatzierungen (Jahr, Titel, Album, Platzierungen, Wochen, Auszeichnungen, Anmerkungen) | Höchstplatzierung, Gesamtwochen, AuszeichnungChartplatzierungen (Jahr, Titel, Album, Platzierungen, Wochen, Auszeichnungen, Anmerkungen) | Anmerkungen                                                                      |
| Jahr | Titel Album                              | US | R&B | Anmerkungen                                                                      |
| ---- | ---------------------------------------- | --- | --- | -------------------------------------------------------------------------------- |
| 1957 | He’s Gone We Are the Chantels            | US71 (6 Wo.)US | — | Autoren: A. Smith, R. Barrett                                                    |
| 1958 | Maybe We Are the Chantels                | US15 (18 Wo.)US | R&B2 (13 Wo.)R&B | Autoren: R. Barrett, A. Smith, G. Goldner Platz 195 der Rolling-Stone-500 (2004) |
| 1958 | Every Night (I Pray) We Are the Chantels | US39 (13 Wo.)US | R&B16 (4 Wo.)R&B | Autor: G. Goldner                                                                |
| 1958 | I Love You So We Are the Chantels        | US42 (7 Wo.)US | R&B14 (2 Wo.)R&B | Autoren: G. Goldner, D. Norton                                                   |
| 1959 | Summer’s Love                            | US93 (2 Wo.)US | R&B29 (1 Wo.)R&B | Richard Barrett mit the Chantels                                                 |
| 1961 | Look in My Eyes On Tour                  | US14 (12 Wo.)US | R&B6 (12 Wo.)R&B | Autor: R. Barrett                                                                |
| 1961 | Well, I Told You On Tour                 | US29 (9 Wo.)US | — | Autor: R. Barrett Antwort-Song auf Hit the Road Jack von Ray Charles             |
| 1963 | Eternally                                | US77 (2 Wo.)US | — | Autoren: L. Dixon, Lee Thomas                                                    |

Weitere Singles
- If You Try (1958)
- Prayee (1958)
- I Can’t Take It (1959)
- Goodbye to Love (1959)
- How Could You Call It Off (1960)
- I’m the Girl (1961)
- Here It Comes Again (1962)
- There’s No Forgetting You (1966)
- You’re Welcome to My Heart (1966)
- Indian Giver (1966)
- Love Makes All the Difference in the World (1970)